# Amnesia (album)
Amnesia is de eerste ep van de Amerikaanse punkband Paint It Black. Het album werd uitgegeven op 16 juni 2009 via het label Bridge 9 Records in de vorm van een 7-inch plaat en als muziekdownload. Het is de eerste van de twee ep's die de band in 2009 heeft laten uitgeven.

## Nummers
1. "Salem" - 1:53
2. "Homesick" - 1:29
3. "Nicotine" - 1:20
4. "Amnesia" - 1:32
5. "Bliss" - 3:31

## Band
- Dan Yemin - zang, gitaar
- Josh Agran - gitaar
- Andy Nelson - basgitaar, zang
- Jared Shavelson - drums